# Waffendrill
Der Waffendrill (kurz Drill) ist eine Übung zur Handhabung von Waffen. Er dient vor allem dem sicheren, raschen und gewandten Umgang mit Handfeuerwaffen wie Gewehren (z. T. mit Bajonett), Maschinengewehren, Maschinenpistolen und Pistolen. Waffendrill wird bei fast allen bewaffneten Organisationen durchgeführt. In Wehrpflichtarmeen bildet er einen wichtigen Teil der Rekrutenausbildung.

## Etymologie
Die Entstehung des Begriffes Drill deutet auf drillen, trillen, drehen, umwenden und auf das Einüben, Exerzieren, besonders bei Soldaten teils auch mit der Nebenbedeutung des Peniblen/Pedantischen und das ältere Wort trill für beschwingtes drehen. Nach oberdeutscher Art wurde das Wort mit “t” geschrieben. In der englischen Sprache ebenso als Drill bekannt. Im Schwedischen bedeutet drilla, im Dänischen drille, im Angelsächsischen thirlian, im Holländischen drillen, im Englischen drill, und im Italienischen trivellare, jeweils drehen oder bohren.

## Geschichte

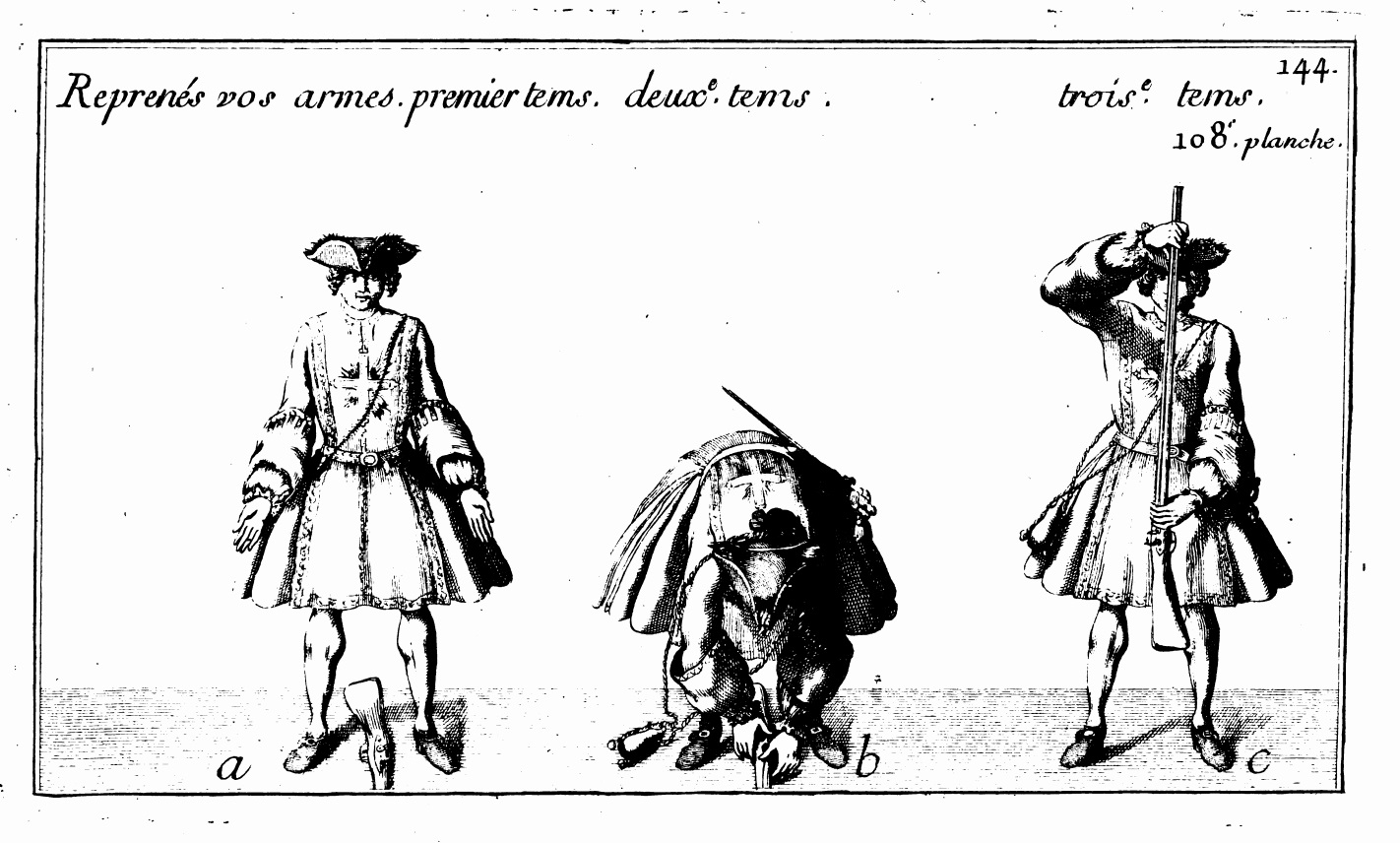
Waffendrill eines Soldaten: Handgriffe zum Aufheben des Gewehres, Tafel aus einem Fecht- und Exerzierbuch von 1736

Waffendrill im Sinne von systematischen Übungen mit Waffen wurde anzunehmender Weise schon in der Steinzeit und auch bei frühen militärischen Gruppierungen praktiziert. Im Mittelalter wurde auch nach Regelwerken wie dem Fechtbuch zur Waffenhandhabung unterrichtet. Mit der Verbreitung von Feuerwaffen und der Entstehung größerer Heere in der frühen Neuzeit verbreitet sich das Exerzieren an der Waffe.
Waffendrill in militärischen Sinne entstand mit dem Aufkommen gleichartiger infanteristischer Bewaffnung mit Bajonetten und Musketen sowie Operationsarten wie der Lineartaktik oder der Treffentaktik. Damit bekam die Ausbildung für das koordinierte Handeln von Soldaten einen größeren Stellenwert, was auch für die Handhabung der Waffen für diese Operationen wichtig war und in Exerzierreglements festgehalten wurde. „Ein bis zur Grausamkeit gesteigerter Drill erzielt straffe Zucht und festen Zusammenhalt der geschlossenen Truppe“ war zeitweise die Lehrmeinung zu diesem Thema.

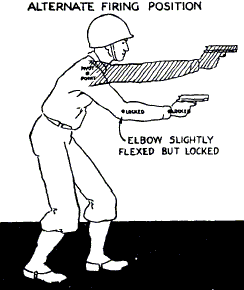
Haltungbeispiele zum Pistolengebrauch

Im 20. Jahrhundert haben sich die Ausbildungen zur Waffenhandhabung vielfach gewandelt. Die Grabenkämpfen des Ersten Weltkrieges führten zu Umbrüchen beim Waffendrill, wobei auch modernere Elemente des Nahkampfes einflossen. Meist wurden neue Richtlinien in militärischen Regelwerken wie Zentrale Dienstvorschriften oder United States Army Field Manuals festgehalten und dementsprechend ausgebildet.
Die Ausbildungsformen im 21. Jahrhundert sind kaum noch mit dem Waffendrill und dem Exerzieren aus früheren Jahrhunderten zu vergleichen. Neben einer technischen Grundausbildung zur Waffenhandhabung und ausgefeilten Handhabungsarten für Kurz- und Langwaffen wurden für die Einsatzprofile von Einheiten oder Sondereinsatzkräften spezialisierte Ausbildungsformen oder Polizeikräfte weiter entwickelt. Ein weiteres Beispiel dafür ist Combat Search and Rescue bei der die Ausbildung primär auf Sicherung und Selbstverteidigung der Soldaten ausgerichtet ist. Für komplexe Waffensysteme wie beispielsweise die Panzerhaubitze 2000 wird eine spezialisierte Ausbildung der Soldaten benötigt, wobei bei der Artillerie nach wie vor der Waffendrill für die Mannschaften an Geschützen von Bedeutung ist.

## Inhalte des Waffendrills
Inhalte sind unter anderem die Trageweise, die Lade- und Sicherungszustände, die Entladetätigkeiten, die Anschlagarten, das Zerlegen und Zusammensetzen der Waffen und die Störungserkennung und -beseitigung. Ziel des Waffendrills ist die sichere Beherrschung der Waffe unter allen Umständen. Deswegen müssen Soldaten auch mit verdeckten Augen (Simulation von Dunkelheit) oder nach körperlicher Belastung (Wettläufe, Hindernisparcours) alle Tätigkeiten schnell und sicher ausführen können. Häufig bekommen die Soldaten im Rahmen des Waffendrills auch mehrere verschiedene Waffen (MG, Gewehr, MP und Pistole) gleichzeitig im zerlegten Zustand vorgelegt und müssen diese dann mit verbundenen Augen funktionsfähig zusammensetzen (der sogenannte „Field strip“). Hintergrund ist die Überlegung, dass jemand, der durch bloßes Fühlen auch kleinste Teile der richtigen Waffe zuordnen und in diese einsetzen kann, seine Waffen beherrscht.
Der Sinn des militärischen Drills ist es, verschiedene Standardabläufe wie oben aufgezählt als Automatismus zu verinnerlichen, damit sich der Soldat im Einsatz auf das nicht übbare (die konkrete Gefechtssituation) konzentrieren kann, ohne sich bewusst Gedanken über z. B. die Bewegungen zur Waffenbedienung machen zu müssen.
Die formale Ausbildung im Exerzierdienst mit Waffen, um diese nach einem vorgeschriebenen Bewegungsmuster zu schultern oder zu präsentieren, ist kein Waffendrill, da hier nicht die technische Beherrschung der Waffe angestrebt wird. Beim Exerzieren mit Waffen geht es eher um die Körperbeherrschung der beteiligten Soldaten. Insofern betreiben Drillteams in strengerem Sinne keinen Waffendrill, um ihre Vorführungen einzuüben, sondern Exerzieren.